# Athis-Mons
Athis-Mons település Franciaországban, Essonne megyében. Lakosainak száma 36 451 fő (2022. január 1.). Athis-Mons Villeneuve-le-Roi, Morangis, Paray-Vieille-Poste, Juvisy-sur-Orge, Ablon-sur-Seine, Savigny-sur-Orge, Draveil és Vigneux-sur-Seine községekkel határos.

## Népesség
A település népességének változása:
| Lakosok száma | 30 094 | 32 792 | 34 065 | 34 347 | 35 101 | 35 670 | 35 641 | 36 222 | 36 451 |
|               | 2013   | 2015   | 2016   | 2017   | 2018   | 2019   | 2020   | 2021   | 2022   |